# Talinopsis frutescens
Talinopsis frutescens és una espècie de planta amb flors del gènere Talinopsis dins la família de les anacampserotàcies.

## Descripció
És una planta de 14 a 60 cm d'alçada; les axil·les amb flocs de pèls de 0,5 a 0,7 mm de llarg.
Les fulles de 6 a 15 mm de llarg per 1 a 2 mm d'ample.
Els sèpals de 4,5 a 8 mm de llarg i de 3 a 5,5 mm d'ample; pètals de 7 a 12 mm de llarg i de 3 a 5 mm d'ample; filaments de 3 a 4 mm de llarg, anteres de 0,5 a 0,75 mm de llarg i de 0,3 a 0,5 mm d'ample; ovari de 2 a 2,5 mm de llarg, estil de 1 mm de llarg, estigmes d'1 a 1,3 mm de llarg; càpsula d'1 a 1,4 cm de llarg i de 3 a 4 mm d'ample en la seva part més àmplia.

## Distribució
Planta endèmica de Mèxic, des del centre fins al nord, i dels estats Arizona, Nou Mèxic i Texas dels Estas Units. Creix preferentment en bosc tropical caducifoli i matoll xeròfil.

## Taxonomia
Aquesta espècie va ser descrita de manera vàlida per primer cop l'any 1852, a la publicació Smithsonian Contributions to Knowledge, pel botànic estatunidenc Asa Gray (1810-1888).

### Etimologia
L'epítet frutescens significa arbustiu en llatí.

## Sinònims
El següent nom científic és un sinònim homotípic de Talinopsis frutescens:
- Grahamia frutescens(A.Gray) G.D.Rowley